# مديرية حات

تعديل مصدري - تعديل

مديرية حات أكبر مديريات محافظة المهرة في شرق اليمن مساحة وأقلها سكاناً. بلغ عدد سكانها 2786 نسمة عام 2004.

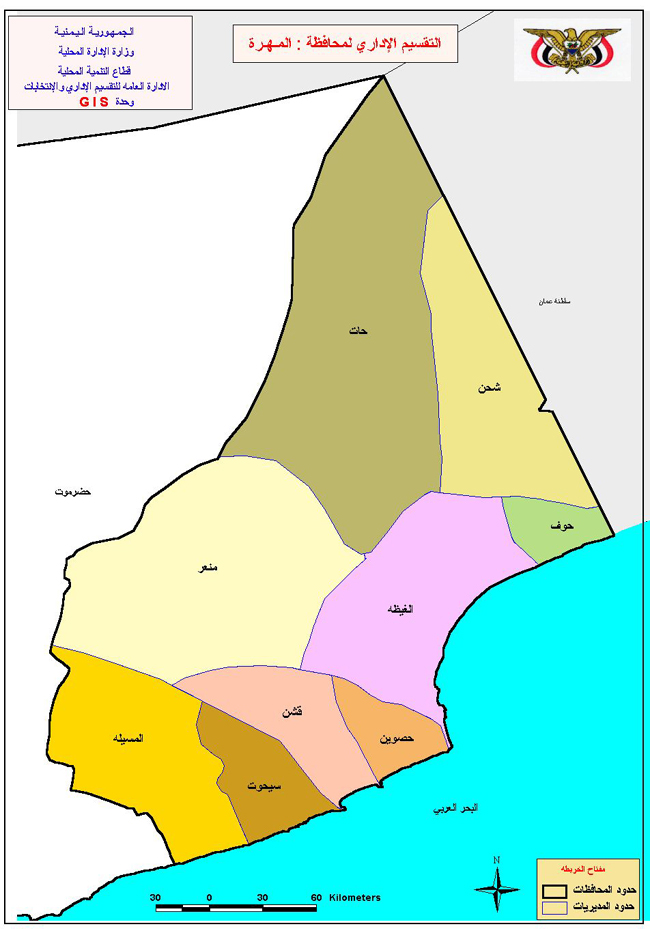
موقع المديرية في محافظة المهرة